# Beneš Method Kulda

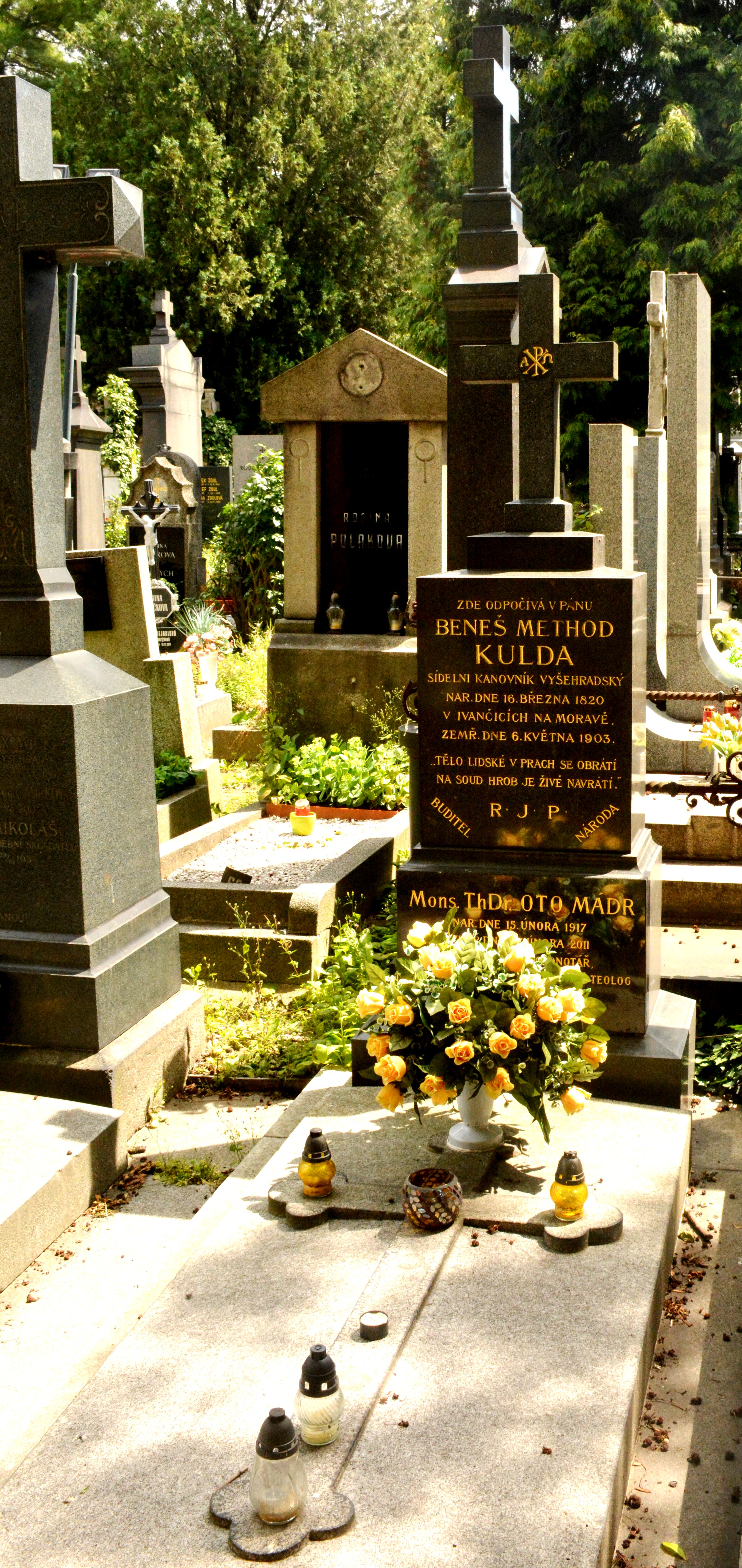
Hrob na Vyšehradském hřbitově v Praze

Beneš Method Kulda, též Metod nebo Metoděj, (16. března 1820 Ivančice – 6. května 1903 Praha-Vyšehrad) byl moravský buditel, vlastenecký kněz, spisovatel a sběratel lidových písní a pohádek.

## Život
Narodil se v rodině Wenzla Guldy (1775) a Magdaleny roz. Schilbergerové (1787). Jeho sourozenci byli: Johann (1810), Kaspar (1811), Josef (1813–1866), Vinzenz (1818), Ewa (asi 1821–1900) a Barbora (1829).
Vystudoval gymnázium v Jihlavě a od roku 1839 studoval filosofii a teologii v Brně, kde mezi jeho učiteli byli Klácel, Beda Dudík a František Sušil. Roku 1845 byl vysvěcen na kněze a stal se kaplanem v Židlochovicích, později v Brně. Několikrát pobýval v Rožnově, kde začal sbírat lidová vyprávění, říkadla a písně. Podílel se na založení „Dědictví sv. Cyrila a Metoda“ a v letech 1851–1860 redigoval kalendář „Moravan“. V letech 1859–1870 byl farářem v Chlumu u Sedlčan a roku 1864 byl zvolen poslancem Českého zemského sněmu. V letech 1865–1893 vydával v Olomouci řadu náboženských brožur, kázání a příležitostných spisů. Od roku 1870 byl kanovníkem vyšehradské kapituly a inspektorem různých škol. V posledních letech trpěl slábnutím zraku (až úplně oslepl) a musel své texty diktovat.
Kulda vydal desítky knih a napsal stovky článků do různých časopisů, vydal několik sbírek lidových pohádek, říkadel a písní, popsal svatební zvyky na Rožnovsku a vydal několik sbírek kázání. Různé výbory z jeho pohádek vycházejí stále znovu a Národní knihovna ČR eviduje pod jeho jménem 184 knižních titulů.

## Dílo výběr
- Kázaní na slavnost zvěstování blahoslavené Panny Marie – Brno: s. n, 1850?[4]
- Krásné večery. Sv. 1 – sbírka zábavných a poučných povídek, dílem původně, dílem v překladu sepsal. Brno: s. n., 1852[5]
- Mládenec a Mořena, čili, Zábawné a welmi poučné rozmluwy poctiwého mládence se Smrtí. Litomyšl: Karel Hřebíček, po 1852.[6]
- Písně a Básně pro školy národní – Brno: Vilém Burkart, 1856[7]
- Kázaní na slavnost sv. Anny, matky blahoslavené Panny Marie, jež činil v Pustoměři roku 1856 – Brno: s. n., 1857[8]
- 700 letá slawnost poswátného poutního místa Marie-Celly, ... – sestavil a příhodnými modlitbami a písněmi opatřil. Brno: W. Burkart, 1857[9]
- Chwalozpěw o blahoslawené Panně Marii – Brno: W. Burkart, 1857[10]
- Ježíš Christus, dobrý pastýř, a dusse křesťanská w osobě poutníka – Brno: W. Burkart, 1857[11]
- Píseň o Panně Marii – Brno: R. Rohrer, 1857[12]
- Po-učení dítek, ježto nábožně přijímati chtějí nejsvětější svátost oltářní s ozvláštním ohledem na ty, kteréž chleba anjelského ponejprv požívati mají – J. M. Gasser; přeložil. Brno: Nitsch a Gross, 1858[13]
- První svatá zpověď, čili, Po-učení dítek přistupujících ponejprv ku svátosti pokání – J. M. Gasser; přeložil. Brno: Nitsch a Gross, 1858[14]
- Pořádek swatodenní mezi oktáwem swatého Josefa, pěstouna Páně – Brno: W. Burkart, 1858[15]
- Svaté přijímání: kniha pro každého, kdož Pána Ježíše miluje; pro muže – přeložil z němčiny. Brno: Nitsch a Gross, 1859[16]
- Životopis Tomáše Procházky, ... – Brno: R. M. Rohrer, 1863
- Svaté přijímání: kniha pro každého, kdož Pána Ježíše miluje; pro ženy – přeložil z němčiny. Brno: Antonín Nitsch, 1864[17]
- Svadba v národě Česko-slovanském... Olomouc: Bedřich Gross, 1866[18]
- Církev a společnost – Praha: vlastním nákladem, 1868[19]
- Církev a národ – Praha: Bedřich Stýblo, 1868[20]
- Manželství – Praha: B. Stýblo, 1868[21]
- Škola a církev – Praha: B. Stýblo, 1868[22]
- Moravské národní pohádky, pověsti, obyčeje a pověry I.–IV. Praha 1874. Dostupné online (1. a 2. svazek).
- Vypsání devítistoletého jubilea založení Pražského biskupství, slaveného léta Páně 1873 – Praha: Katolický spolek tiskový, 1874[23]
- Církevní rok I.–VI. Praha 1880. Dostupné online (díly 2–6).
- Svatí patronové a ctihodní rodáci – Praha: B. Stýblo, 1886[24]
- Pravda a blud: povídky ze skutečného života – Praha: B. Stýblo, 1888[25]
- Štědrovečerní dar: písně a básně pro mládež se šesti původními nápěvy a s jedenadvaceti původními obrázky – Praha: B. Stýblo, 1895[26]
- Kaleidoskop: příležitostné verše během půlstoletí minulého – Praha: v. n., 1898[27]
- Zpátečník: obrázek ze života národního – Praha: Václav Kotrba, 1903[28]